# Stade athlétique spinalien volley-ball
Cet article traite du club de volley-ball masculin. Pour l'article sur le club de football, voir Stade athlétique spinalien.
Maillots
Le Stade Athlétique Spinalien Volley-ball est un club français de volley-ball, section du club omnisports ASO, basé à Épinal, qui évolue en Nationale 1 (3e niveau national) lors de la saison 2016-2017. La section masculine a évolué au plus haut niveau national lors de la saison 1993-1994.

## Historique
- 1968 : Naissance de la section volley-ball du SAS qui succède à l’AS Finances Épinal
- 1972 : Accession en Nationale 3
- 1976 : Accession en Nationale 2
- 1991 : Champion de France de Nationale 2 et accession en Nationale 1B
- 1993 : Vice champion de France de Nationale 1B et accession en Nationale 1A (1er division de l'époque)
- 1994 : 9e Nationale 1A,à la demande des dirigeants le club est rétrogradé en Nationale 2
- 1998 : Accession en Nationale 1
- 2000 : 9e du Championnat Nationale 1
- 2000 : Quatrième Tour de la Coupe de France Pro
- 2001 : 8e du Championnat Nationale 1
- 2001 : Quatrième Tour de la Coupe de France Pro
- 2002 :  6e du Championnat Nationale 1
- 2002 : Deuxième Tour de la Coupe de France Pro
- 2003 :  6e du Championnat Nationale 1
- 2003 : Troisième Tour de la Coupe de France Pro
- 2004 : 11e du Championnat  Nationale 1
- 2005 : 5e du Championnat  Nationale 1
- 2005 : Premier Tour de la Coupe de France Pro
- 2006 : 10e du Championnat  Nationale 1
- 2007 : 11e du Championnat  Nationale 1
- 2008 : 13e du championnat  Nationale 1 et Rétrogradation en Nationale 2
- 2013 : 4e de la poule B NATIONALE 2
- 2013 : Troisième Tour de la Coupe de France Fédérale
- 2014 : 10e de la poule B NATIONALE 2
- 2014 : Quart de finale de la Coupe de France Fédérale
- 2015 : 5e des Playoffs poule H NATIONALE 2
- 2015 : Deuxième Tour de la Coupe de France Fédérale
- 2016 : Accession en Nationale 1 vice champion de France de Nationale 2 (Elite)
- 2016 : Troisième Tour de la Coupe de France Fédérale
- 2017 : 4e des Playoffs ÉLITE
- 2017 : Quart de finale de la Coupe de France Fédérale
- 2018 : 7e des Playoffs ÉLITE
- 2018 : Quart de finale de la Coupe de France Fédérale
- 2019 : 1re des Playdown ELITE
- 2019 : F Final Four Coupe de France
- 2020 : arrêt du championnat Épinal classé meilleure équipe amateur de France Elite
- 2020 : Huitième de final Défaite contre le Tours Volleyball (Pro A) Coupe de France Pro
- 2020 : F Final Four Coupe de France non disputée (COVID)
- 2021 : 6e du Championnat ELITE
- 2022 : 4e des  Playdown ELITE
- 2022 : Qualification Coupe de France PRO
- 2022 : Quart de finale de la Coupe de France Fédérale
- 2023 : 1re des  Playdown ELITE
- 2023 : Quart de finale de la Coupe de France Fédérale
- 2024 : 3e de la Coupe de France Fédérale
- 2024 : Vice Champion de France ELITE
- 2025 : Quart de finale de la Coupe de France Fédérale
- 2025 : Dernier des Playdown Descente en NATIONALE 2

### Chronologie des présidents
- Robert Noël
- Patrick Feger
- Gérard Marchand
- Maurice Boisset
- Christian Noël
- Jean Marie Kunegel
- Frédéric Garcia
- Sebastien Pellissier

## Palmarès
- Championnat de France de Nationale 1B 
  - Deuxième : 1993
- Nationale 1/ELITE                                                           Deuxième : 2024
- Championnat de France de Nationale 2 (1)
  - Vainqueur : 1991
  - Deuxième  : 2016

## Effectifs

### Nationale 1 - ELITE
- Libero : Driss Gousson
- Passeurs : André Mata
- Centraux : Guillaume Conver, Vincent Mabiala
- Réceptionneurs-attaquants : Robin Louis, Matias Miranda
- Pointu : Lorry Florent
- Complet : Achille Didier
- Entraineur : François Merel
- Capitaine : Lorry Florent
- Assistant coach : Cyril Wozniak

Nationale 3 - EQUIPE B
- Libero : Giulio Brandazzi, Morgan Moreno
- Passeurs : Patrick Noël, Cyril Wozniak
- Centraux : Enzo Balandier
- Réceptionneurs-attaquants :  Lucas Grosjean, Joakim Richard
- Pointu : Adrien Renard, Gabriel Ruffinoni
- Entraineur : Cyril Wozniak
- Capitaine : Patrick Noël